# Elección presidencial de Chile de 1846
La elección presidencial de Chile de 1846 se llevó a cabo por medio del sistema de electores, y dio por reelecto al presidente Manuel Bulnes por unanimidad de 164 electores.
No existió oposición a la candidatura de Bulnes. Los electores de cada provincia se reunieron el 25 de julio poniendo cada elector en una cédula secreta el nombre del candidato que proponia para Presidente y echándola por su mano en una urna que se hallaba colocada en la mesa del Presidente y secretarios. El congreso procedió al recuento de votos, sobre la base de las actas de escrutinio de cada provincia el 30 de agosto. Los 4 electores que no votaron en el colegio electoral también eran partidarios de Bulnes, pero no pudieron llegar a tiempo a la sala de votación.

## Resultados

### Nacional
| Candidato                          | Candidato                          | Candidato                          | Agrupación política                | Votos | %                  |
| ---------------------------------- | ---------------------------------- | ---------------------------------- | ---------------------------------- | ----- | ------------------ |
|                                    |                                    | Manuel Bulnes Prieto               | Pelucón                            | 164   | \| \| 100 % \|     |
| Total de votos electorales válidos | Total de votos electorales válidos | Total de votos electorales válidos | Total de votos electorales válidos | 164   | 100 %              |
| Total de electores                 | Total de electores                 | Total de electores                 | Total de electores                 | 168   | Abstención: 1,83 % |
|                                    | 100 %                              |                                    |                                    |       |                    |

### Por provincia
|                                    | Manuel Bulnes                      | 6     | 100 % | 12    | 100 % | 15         | 100 %      | 12       | 100 %    | 30     | 100 %  | 17 | 100 % |
| Total de votos electorales válidos | Total de votos electorales válidos | 6     | 100 % | 12    | 100 % | 15         | 100 %      | 12       | 100 %    | 30     | 100 %  | 17 | 100 % |
| Abstenciones                       | Abstenciones                       | 0     |       | 0     |       | 0          |            | 0        |          | 0      |        | 4  |       |
| Total de electores                 | Total de electores                 | 6     |       | 12    |       | 15         |            | 12       |          | 30     |        | 21 |       |
| Candidato                          | Candidato                          | Talca | Talca | Maule | Maule | Concepción | Concepción | Valdivia | Valdivia | Chiloé | Chiloé |    |       |
|                                    | Manuel Bulnes                      | 6     | 100 % | 22    | 100 % | 27         | 100 %      | 6        | 100 %    | 9      | 100 %  |    |       |
| Total de votos electorales válidos | Total de votos electorales válidos | 6     | 100 % | 22    | 100 % | 27         | 100 %      | 6        | 100 %    | 9      | 100 %  |    |       |
| Abstenciones                       | Abstenciones                       | 0     |       | 0     |       | 0          |            | 0        |          | 0      |        |    |       |
| Total de electores                 | Total de electores                 | 6     |       | 22    |       | 27         |            | 6        |          | 9      |        |    |       |
| Fuente: Urzúa Valenzuela, 1992.    |                                    |       |       |       |       |            |            |          |          |        |        |    |       |